# Enrico Delle Sedie
Enrico Delle Sedie (Livorno, 17 giugno 1824 – La Garenne-Colombes, 29 novembre 1907) è stato un baritono italiano.

## Biografia
Di umili origini, studio cantò con Cesario Galeffi e nel 1851 esordì a Firenze nel Nabucco di Verdi. 
Non era dotato di una bellissima voce, ma aveva compiuto ottimi studi di recitazione e arte drammatica, che gli venivano in soccorso quando i ruoli divenivano più ardui.
Cantò in tanti teatri italiani, a Roma, Venezia, Genova e alla Scala in Lucia di Lammermoor nel 1859.
La sua importante carriera lo vedeva protagonista poi a Vienna, San Pietroburgo, Berlino, a Londra, e nel 1861 cantò al teatro italiano di Parigi. 
Così fatto conoscere agli ambienti musicali parigini, con il sostegno di importanti amici e in particolare del suo celebre amico Giuseppe Verdi, divenne professore di canto presso il prestigioso Conservatorio di Parigi.
Delle Sedie quindi intrattenne una bella amicizia con Verdi, che si protrasse nel tempo, e questo amichevole connubio fu utile per la produzione verdiana, se non altro per un simpatico scambio di vedute.
Altri compositori ebbero modo di dedicare canzoni e arie al Delle Sedie; oltre alle amicizie nella musica, intrattenne un'amicizia in anzianità con Francesco Vigo.
Nell'ultimo periodo della sua vita fu insegnante di canto privatamente.fvicino
Morì a La Garenne-Colombes, vicino a Parigi il 29 novembre 1907.
Lasciò al comune di Livorno la sua «musica per canto» (quasi 190 volumi e più di 3 000 pezzi per canto e pianoforte, alcuni con le dediche dei compositori, per esempio di Poniatowski, Massenet e Thomas) e la sua «biblioteca letteraria» (comprendente anche codici quattrocenteschi): oggi tutto è conservato alla Biblioteca Labronica Guerrazzi.

## Pubblicazioni
- L'art lyrique - León Escudier (Parigi, 1874)
- Arte e fisiologia del canto - Edizioni Ricordi (Milano, 1876)
- Riflessioni sulle cause della decadenza della scuola di canto in Italia  - P. Dupont (Parigi, 1881)
- Progetto per la fondazione di una scuola di canto e declamazione melodrammatica - A. Michelis (Parigi, 1883)
- Estetica del canto e dell'arte melodrammatica / Esthétique du chant et de l'art lyrique  / Esthetics of the art of singing and of the melodrama  - (Livorno, 1885)
- Estetica del canto e dell'arte melodrammatica - (Milano, 1896)
- Vocal art - G. Schirmer (New York, 1890)
- A complete method of singing : a theoretical and practical treatise on the art of singing - G. Schirmer (New York, 1894)